# بيتي غرين
بيتي غرين (بالإنجليزية: Bette Greene)‏ (28 يونيو 1934، ممفيس في الولايات المتحدة)؛ كاتِبة مُتخصِّصة في أدب الأطفال وروائية أمريكية. درست في جامعة كولومبيا.